# Geneviève Meurgues
Geneviève Meurgues, née le 4 février 1931 à Paris d'une famille originaire de Saint-Germain-de-Modéon et morte le 21 décembre 2021 à Semur-en-Auxois,, est une professeure française du Muséum national d'histoire naturelle, exploratrice, muséologue, conférencière et spécialiste en conservation des spécimens d'histoire naturelle, également connue pour avoir lyophilisé l'épave romaine de la Bourse de Marseille et pour avoir contribué à la mise en place de la grande galerie de l'évolution du Muséum national d'histoire naturelle.

## Biographie

### Jeunesse
Jusqu'en 1962, Geneviève Meurgues, soutien de sa famille d'origine, travaille dans un laboratoire d'analyses médicales tout en parachevant ses études au Conservatoire national des arts et métiers dont elle sort ingénieure en 1967 avec une thèse sur les acides nucléiques du champignon Aspergillus niger.

### Carrière
En 1962, le professeur Roger Heim la remarque et la charge de mettre en place, au sein du Service national de muséologie du Muséum national d'histoire naturelle, un laboratoire scientifique dédié aux nouvelles méthodes de conservation et de présentation (lyophilisation, imprégnation résineuse, conservation des coloris, restauration des objets exposés, scénarisation...), qu'elle organise et dirige tout en préparant un DEA de zoologie sur les Diptères calliphorides, qu'elle obtient en 1973.
Devenue maître-assistant du musée, elle enchaîne les expéditions de collecte (Kurdistan, Afghanistan, Cachemire, Chine, Maroc…).   
Elle organise entre-temps de nombreuses expositions temporaires dont : Les pigments végétaux en 1963, Orchidées et plantes épiphytes en 1966, Météorites, messagères du cosmos en 1968, La Nature au microscope électronique en 1971, Le Sahara avant le désert en 1974, Les plus beaux coquillages du monde en 1975, Histoire naturelle de la sexualité en 1977 avec André Langaney, Claude Bernard naturaliste en 1978, La bionique, science des inventions de la nature en 1985, La géonomie, science de l'homme dans la nature en 1986, et le Bicentenaire de Buffon en 1988. À partir de 1986, elle est responsable d'une série de Salons temporaires Parfums de plantes, une collaboration du musée avec industriels et entreprises des aromatiques.
Parallèlement, elle rédige le synopsis du film à caractère géonomique Esquisse d'une planète habitée de Maxence Revault d'Allonnes et Jean-Pierre Gasc et participe à la création du Musée des Sciences de la Terre de Rabat (Maroc) en collaboration avec Philippe Taquet.
Autour de 1980, Geneviève Meurgues a lyophilisé et enrésiné pièce par pièce, la coque antique d'une épave romaine trouvée sous le chantier du centre commercial de la Bourse à Marseille, actuellement exposée au musée d'histoire de Marseille,.

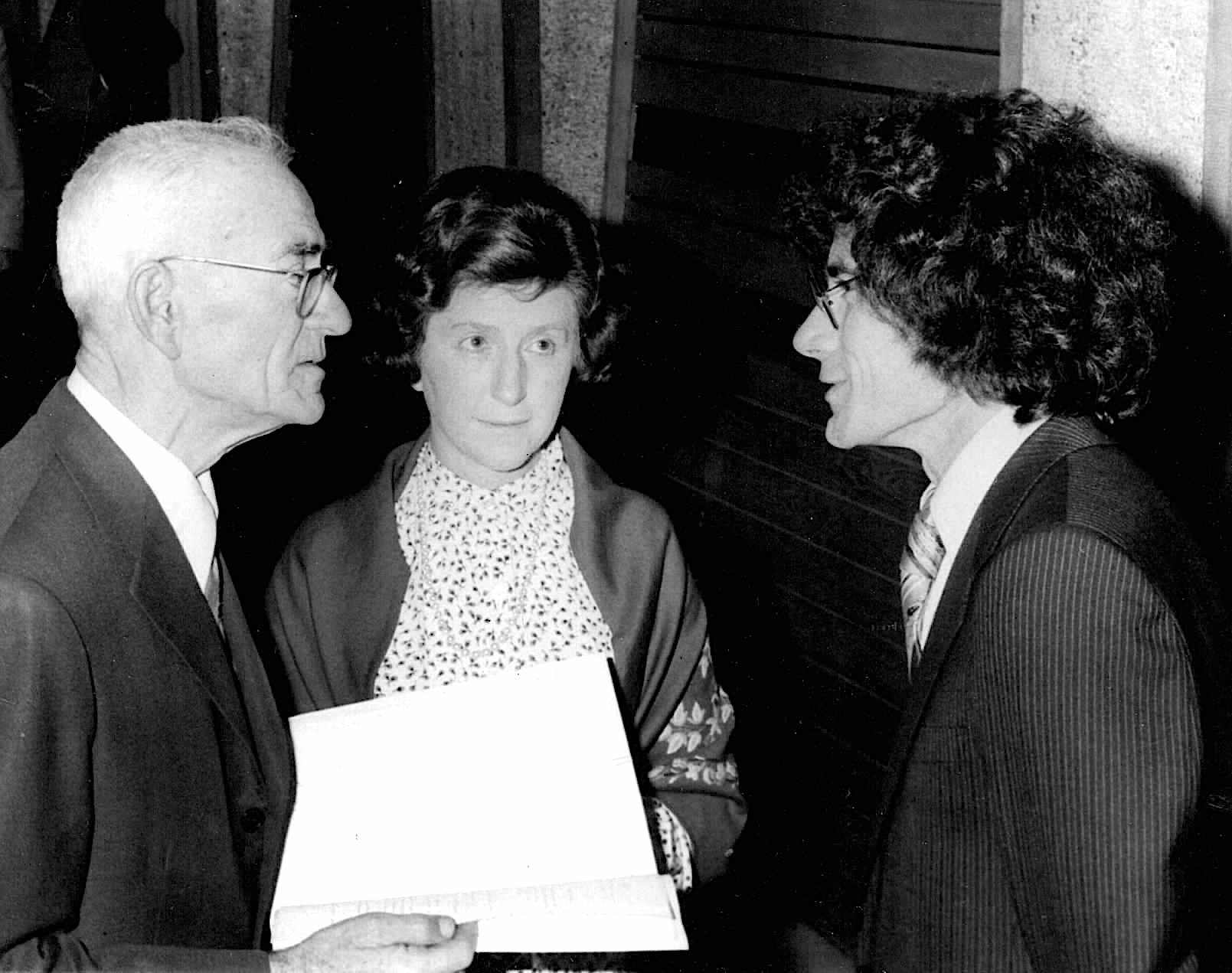
Geneviève Meurgues entre Louis Leprince-Ringuet (à gauche) et André Langaney en 1978.

En 1985 elle reçoit le prix Jean-Perrin pour ses efforts de popularisation de la Science. 
À partir de 1988, elle se consacre à la mise en place, dans l'ancienne Galerie de zoologie, de la future grande galerie de l'évolution du Muséum national d'histoire naturelle, au sein de la cellule de préfiguration coordonnée par Michel Van Praët. Elle travaille notamment au choix des spécimens de l'« Acte I », à sa scénarisation, à la rédaction des textes scientifiques et des synopsis des documentaires, diaporamas et jeux, à tous les supports de communication de cette première partie de la galerie. La grande galerie de l'Évolution fut inaugurée le 21 juin 1994, jour du solstice d'été, par François Mitterrand, dont Geneviève Meurgues fut alors l'un des guides. Elle est nommée professeur du Muséum en 1992. Elle est jusqu'à sa retraite en 1998, sous-directrice de la Grande Galerie de l'Évolution.

### Retraite
Retirée à Saint-Germain-de-Modéon, Geneviève Meurgues, bien que privée de la vue par une pathologie dégénérative des yeux, rédige des articles dans des revues spécialisées, transmettant son savoir en matière de muséologie et scénarisation ; elle restaure la ferme familiale et crée un refuge pour animaux domestiques abandonnés. Elle fait don de sa bibliothèque scientifique au Muséum d'Autun et publie le livre Du jardin de Buffon à l’Afghanistan, mémoires d’une naturaliste.

## Distinctions
- Prix scientifique de la Fondation de France, avec André Langaney, 1978
- Prix Jean-Perrin de la Société française de physique, 1985
- Le Relictocarabus meurguesianus, insecte découvert au Maroc[8], est nommé en son honneur.

## Ouvrages
- G. Meurgues et G. Ledoux, Intérêt de l'étude du sac interne dévaginé et en extension. Annales de la Société entomologique de France (N. S.), 2 : 661-669.
- Influence de la composition minérale du milieu de culture sur la biosynthèse des Acides Nucléiques d'Aspergillus niger, thèse, Conservatoire National des Arts et Métiers 1967.
- La conservation des spécimens d'histoire naturelle, in : Museum International, Volume 38-2, 12 janvier 1986 p. 92–97.
- Parfums de Plantes, préface de Philippe Taquet, éd. du Muséum national d'histoire naturelle, 1987.  (ISBN 2-85653-156-3).
- Un exemple de collaboration entre un musée et l’industrie pour l’exposition Parfums de plantes au Muséum national d’Histoire naturelle, in : Culture scientifique et Technique de l’Entreprise, 1994, p. 229-232.
- De la galerie de Zoologie à la grande Galerie de l'Évolution, in : La conservation - une science en évolution : bilan et perspectives, Actes des troisièmes journées internationales d'études de l'ARSAG, Paris 21-25 avril 1997 p. 57-62.
- Du jardin de Buffon à l'Afghanistan : mémoires d'une naturaliste, L'Harmattan 2019,  (ISBN 2343185441)

## Sources
- Philippe Jaussaud et Édouard-Raoul Brygoo, Du Jardin au Muséum : en 516 biographies, Paris, Muséum national d'histoire naturelle, coll. « Archives », 2004, 22e éd., 630 p. (ISBN 978-2-85653-565-3, BNF 39901353)
- Annuaire et sites du Muséum national d'histoire naturelle, 40 p., MNHN, Paris, rééditions décennales.
- Ghislaine Prévos, Service documentation du Département des Galeries du Muséum national d'histoire naturelle, annuaire biographique du personnel.